# Aluminato de estroncio
El aluminato de estroncio es un compuesto de aluminato con la fórmula química SrAl2O4 (a veces escrito como SrO-Al2O3). Es un polvo cristalino monoclínico de color amarillo pálido, inodoro y no inflamable. Cuando se activa con un dopante adecuado (por ejemplo, europio, escrito como Eu:SrAl2O4), actúa como un fósforo fotoluminiscente con larga persistencia de fosforescencia.
Los aluminatos de estroncio existen en otras composiciones, como SrAl4O7 (monoclínico), Sr3Al2O6 (cúbico), SrAl12O19 (hexagonal) y Sr4Al14O25 (ortorrómbico). Las diferentes composiciones hacen que se emitan diferentes colores de luz.

## Historia
Los materiales fosforescentes se descubrieron en el siglo XVIII y se han ido estudiando y mejorando a lo largo de los siglos. El desarrollo de los pigmentos de aluminato de estroncio en 1993 se vio impulsado por la necesidad de encontrar un sustituto para los materiales que brillan en la oscuridad con alta luminancia y larga fosforescencia, especialmente los que utilizaban prometio. Esto llevó a Yasumitsu Aoki (Nemoto & Co.) a descubrir materiales con una luminancia aproximadamente 10 veces superior a la del sulfuro de zinc y una fosforescencia aproximadamente 10 veces más larga, y 10 veces más caros. Los aluminatos de estroncio son ahora el material fosforescente más duradero y brillante disponible comercialmente.
Para muchos fines basados en la fosforescencia, el aluminato de estroncio es un fósforo superior a su predecesor, el sulfuro de zinc activado con cobre, siendo unas 10 veces más brillante y 10 veces más duradero. Se utiliza con frecuencia en objetos que brillan en la oscuridad, donde sustituye al Cu:ZnS, más barato pero menos eficiente, que mucha gente reconoce con nostalgia: es lo que hacía brillar a las pegatinas de las "estrellas que brillan en la oscuridad".
Los avances en la comprensión de los mecanismos de la fosforescencia, así como en la obtención de imágenes moleculares, han permitido el desarrollo de nuevos aluminatos de estroncio de última generación.

## Propiedades
Los fósforos de aluminato de estroncio producen tonalidades verde y aguamarina, siendo la verde la más brillante y la aguamarina la más duradera. Se pueden utilizar diferentes aluminatos como matriz huésped. Esto influye en la longitud de onda de emisión del ion europio, por su interacción covalente con los oxígenos circundantes, y en el desdoblamiento del campo cristalino de los niveles de energía orbitales 5d.
Las longitudes de onda de excitación del aluminato de estroncio oscilan entre 200 y 450 nm, y las de emisión entre 420 y 520 nm. La longitud de onda para su formulación verde es de 520 nm, su versión aguamarina, o azul-verde, emite a 505 nm, y su azul emite a 490 nm. El aluminato de estroncio puede formularse también para fosforecer a longitudes de onda más largas (de amarillo a rojo), aunque dicha emisión suele ser más tenue que la de la fosforescencia más común a longitudes de onda más cortas.
Para los aluminatos dopados con europio-disprosio, las longitudes de onda de emisión pico son de 520 nm para el SrAl2O4, 480 nm para el SrAl4O7 y 400 nm para el SrAl12O19.
Eu2+,Dy3+:SrAl2O4 es importante como fósforo luminiscente persistente para aplicaciones industriales. Puede producirse mediante un proceso asistido con sales fundidas a 900 °C.
El tipo más descrito es el Eu2+:SrAl2O4 estequiométrico emisor verde (aprox. 530 nm). Eu2+,Dy3+,B:SrAl2O4 muestra un resplandor posterior significativamente más largo que el material dopado sólo con europio. El dopante Eu2+ muestra un alto resplandor, mientras que Eu3+ casi no tiene resplandor. El Mn:SrAl12O19 policristalino se utiliza como fósforo verde para pantallas de plasma, y dopado con praseodimio o neodimio puede actuar como un buen medio láser activo. El Sr0,95Ce0,05Mg0,05Al11,95O19 es un fósforo que emite a 305 nm, con una eficiencia cuántica del 70%. Se pueden preparar varios aluminatos de estroncio mediante el proceso sol-gel.
Las longitudes de onda producidas dependen de la estructura cristalina interna del material. Ligeras modificaciones en el proceso de fabricación (el tipo de atmósfera reductora, pequeñas variaciones de la estequiometría de los reactivos, adición de haluros de carbono o de tierras raras) pueden influir significativamente en las longitudes de onda de emisión.
El fósforo de aluminato de estroncio se suele cocer a unos 1250 °C, aunque son posibles temperaturas superiores. La exposición posterior a temperaturas superiores a 1090 °C puede provocar la pérdida de sus propiedades fosforescentes. A temperaturas de cocción superiores, el Sr3Al2O6 se transforma en SrAl2O4.
El aluminato de estroncio dopado con cerio y manganeso (Ce,Mn:SrAl12O19) muestra una intensa fosforescencia de banda estrecha (22 nm de ancho) a 515 nm cuando es excitado por radiación ultravioleta (línea de emisión de mercurio de 253,7 nm, en menor grado 365 nm). Puede utilizarse como fósforo en lámparas fluorescentes de fotocopiadoras y otros aparatos. Una pequeña cantidad de silicio en sustitución del aluminio puede aumentar la intensidad de emisión en un 5% aproximadamente; la composición preferida del fósforo es Ce0,15Mn0,15:SrAl11Si0,75O19.
Sin embargo, el material tiene una gran dureza, lo que provoca abrasión en la maquinaria utilizada para procesarlo; los fabricantes suelen recubrir las partículas con un lubricante adecuado cuando las añaden a un plástico. El recubrimiento también evita que el fósforo se degrade por el agua con el paso del tiempo.
La intensidad del resplandor depende del tamaño de las partículas; en general, cuanto más grandes son las partículas, mejor es el resplandor.
El aluminato de estroncio es insoluble en agua y tiene un pH aproximado de 8 (muy ligeramente básico).

## Material estructural
El cemento de aluminato de estroncio puede utilizarse como material estructural refractario. Puede prepararse por sinterización de una mezcla de óxido de estroncio o carbonato de estroncio con alúmina en una proporción aproximadamente equimolar a unos 1500 °C. Puede utilizarse como cemento para hormigón refractario a temperaturas de hasta 2000 °C, así como para blindaje contra la radiación. El uso de cementos de aluminato de estroncio está limitado por la disponibilidad de las materias primas.
Los aluminatos de estroncio se han examinado como materiales propuestos para la inmovilización de productos de fisión de residuos radiactivos, concretamente el estroncio-90.Las nanopartículas de aluminato de estroncio dopadas con europio se proponen como indicadores de tensión y grietas en materiales, ya que emiten luz cuando se someten a tensión mecánica (mecanoluminiscencia). También son útiles para fabricar nanodispositivos mecanoópticos. Para ello se necesitan partículas no aglomeradas; son difíciles de preparar de forma convencional, pero se pueden fabricar mediante pirólisis por pulverización ultrasónica de una mezcla de acetilacetonato de estroncio, acetilacetonato de aluminio y acetilacetonato de europio en atmósfera reductora (argón con un 5% de hidrógeno).

## Aplicaciones industriales y comerciales

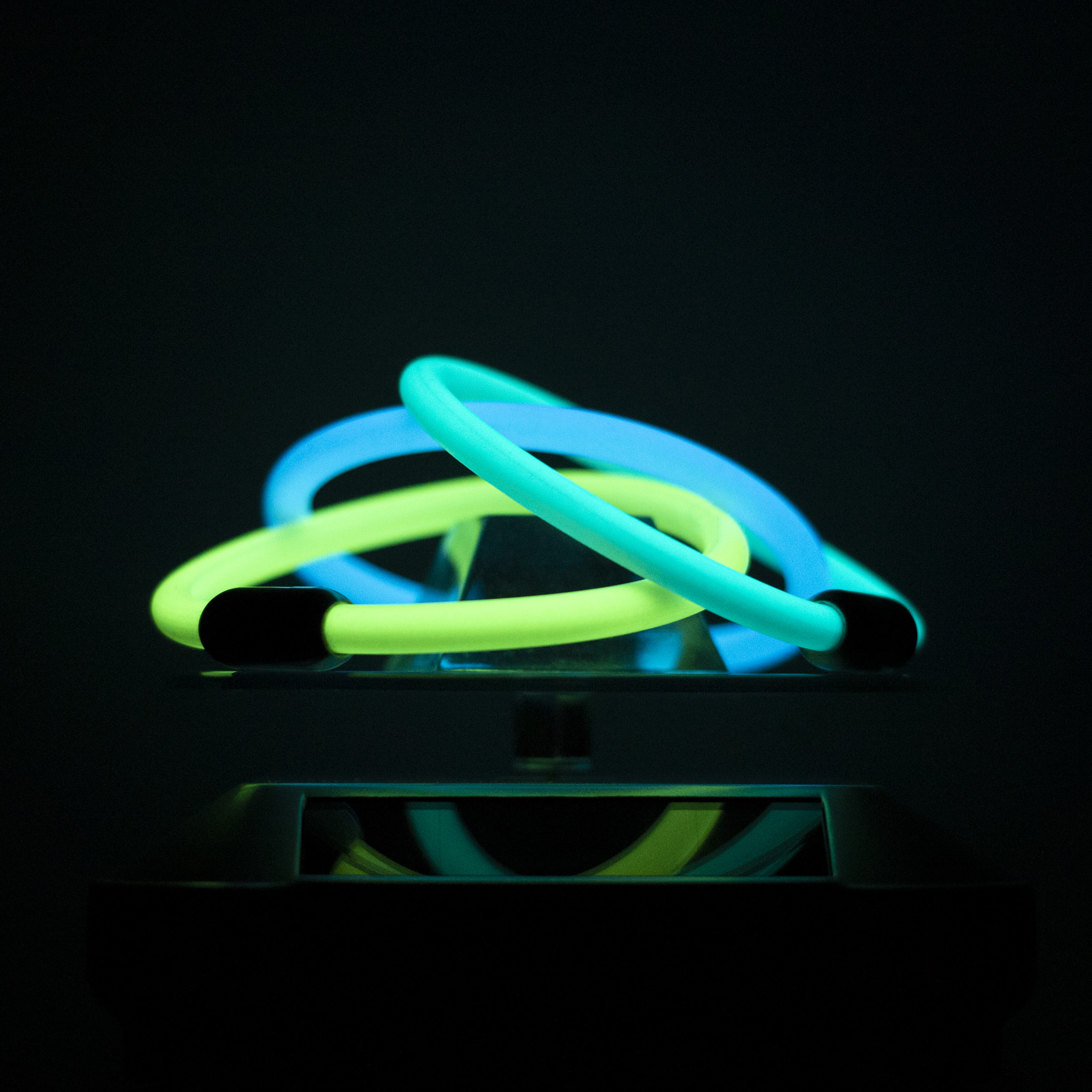
Barrita luminosa reutilizable y no tóxica fabricada con partículas de aluminato de estroncio mezcladas con un material fraguable. Los distintos colores se obtienen a partir de fórmulas de aluminato de estroncio ligeramente diferentes.

Los pigmentos de posluminiscencia a base de aluminato de estroncio se comercializan bajo numerosas marcas, como Core Glow, Super-LumiNova y Lumibrite, desarrollada por Seiko.
Muchas empresas venden además productos que contienen una mezcla de partículas de aluminato de estroncio y un "material huésped". Debido a su capacidad casi infinita de recarga, los productos de aluminato de estroncio abarcan muchas industrias. Algunos de los usos más populares son el alumbrado público, como algunos carriles bici que se iluminan de noche por luminiscencia.
Las empresas ofrecen un agregado de mármol industrial mezclado con el aluminato de estroncio, para facilitar su uso dentro de los procesos de construcción estándar. Los áridos de mármol radiantes suelen prensarse en el cemento o el asfalto durante las fases finales de la construcción.
El aluminato de estroncio cúbico puede utilizarse como capa de sacrificio soluble en agua para la producción de películas independientes de materiales de óxido complejos.

## Seguridad biológica
Los aluminatos de estroncio se consideran no tóxicos y son biológica y químicamente inertes. FDS
Se debe tener cuidado al manipular el polvo suelto, que puede causar irritación si se inhala o se expone a las membranas mucosas.

## Beneficios medioambientales en aplicaciones comerciales
El uso de aluminatos de estroncio en iluminación puede contribuir a minimizar el consumo de electricidad y el exceso de contaminación lumínica. Minimizar la contaminación lumínica tiene beneficios para las personas y para los ecosistemas circundantes. Un ejemplo de iluminación con aluminatos de estroncio es la de Puerto Mosquito, una bahía bioluminiscente de Vieques (Puerto Rico). La fundación para la conservación de la bahía eliminó el alumbrado eléctrico que afectaba negativamente al ritmo circadiano de los organismos que brillaban en la bahía (pyrodinium bahamense). Al retirar la iluminación eléctrica e instalar en su lugar un sendero iluminado con el sistema de aluminato de estroncio, los turistas pueden seguir encontrando el camino desde el aparcamiento hasta la bahía, la bioluminiscencia es más visible y saludable, y los ojos de la gente tienen unos minutos más para adaptarse a la oscuridad.
Otro uso de la iluminación con aluminato de estroncio es en torno al Observatorio Lowell. Los observatorios astrofísicos necesitan poca luz para ver bien las estrellas y suelen utilizar las mejores prácticas de iluminación segura contra la contaminación lumínica. Ahora, el observatorio está bordeado de senderos que brillan por la noche, lo que permite a los investigadores y visitantes orientarse con seguridad en la oscuridad, sin necesidad de utilizar luces eléctricas brillantes.